# Los Hermanos (musikalbum)
Los Hermanos är den första studioalbumet av bandet Los Hermanos. Det släpptes 1999.

## Låtlista
1. "Tenha Dó" (Marcelo Camelo) – 3:27
2. "Descoberta" (Marcelo Camelo) – 2:30
3. "Anna Júlia" (Marcelo Camelo) – 3:32
4. "Quem Sabe" (Rodrigo Amarante) – 2:32
5. "Pierrot" (Marcelo Camelo) – 2:47
6. "Azedume" (Marcelo Camelo) – 1:21
7. "Lágrimas Sofridas" (Marcelo Camelo) – 1:47
8. "Primavera" (Marcelo Camelo) – 4:22
9. "Vai Embora" (Marcelo Camelo) – 2:10
10. "Sem Ter Você" (Marcelo Camelo) – 2:58
11. "Onze Dias" (Rodrigo Amarante) – 1:43
12. "Aline" (Marcelo Camelo) – 1:26
13. "Outro Alguém" (Marcelo Camelo) – 2:30
14. "Bárbara" (Marcelo Camelo) – 3:34